# Kvosatindur
Kvosatindur är en bergstopp i republiken Island. Den ligger i regionen Austurland, 300 km öster om huvudstaden Reykjavík. Toppen på Kvosatindur är 832 meter över havet.
Trakten runt Kvosatindur är nära nog obefolkad, med mindre än två invånare per kvadratkilometer. Närmaste större samhälle är Höfn, omkring 17 kilometer sydväst om Kvosatindur. Trakten runt Kvosatindur består i huvudsak av gräsmarker.